# Front Chrześcijański
Front Chrześcijański (ang. Christian Front) – skrajnie prawicowe i antysemickie stowarzyszenie polityczne prowadzące działalność w Stanach Zjednoczonych w latach 1938–1940. Stowarzyszenie zostało założone z inspiracji księdza Charlesa Coughlina. Front Chrześcijański miał swoją główną siedzibę w Nowym Jorku, a wielu jego członków było irlandzko- i niemiecko-amerykańskimi katolikami. Działalność stowarzyszenia obejmowała wydawanie publikacji propagandowych i organizowanie wieców politycznych. Rząd amerykański rozpoczął śledztwo w sprawie stowarzyszenia pod koniec lat trzydziestych, którego wynikiem było aresztowanie i postawienie przed sądem kilku członków frontu. Procesy zdyskredytowały cały ruch i pod koniec 1940 Front Chrześcijański zaprzestał aktywności.

## Historia

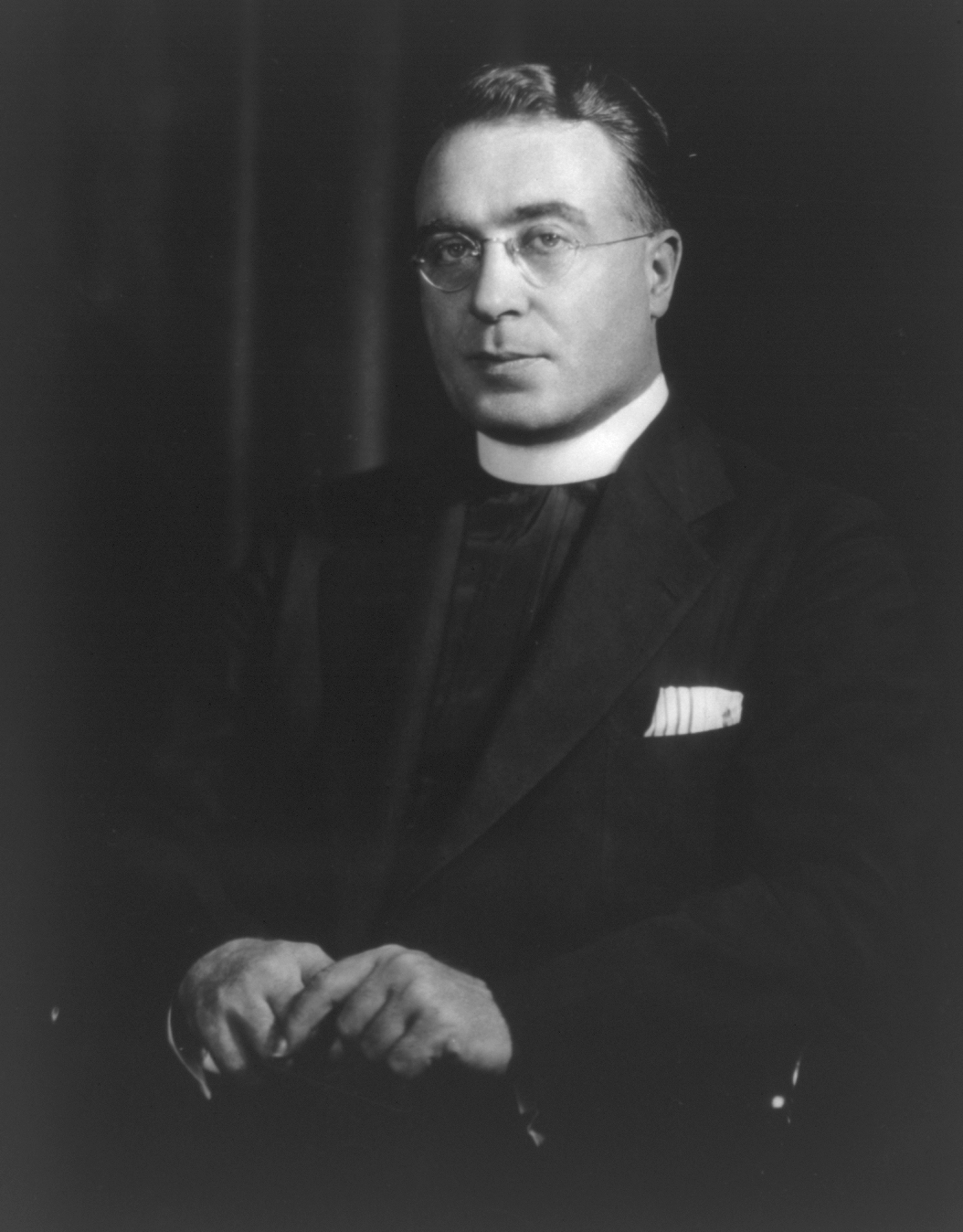
Ojciec Charles Coughlin, którego antysemickie poglądy zainspirowały Front Chrześcijański

Front Chrześcijański został założony w listopadzie 1938 roku w odpowiedzi na namowy księdza Charlesa Coughlina, który wezwał do „krucjaty przeciwko antychrześcijańskim siłom czerwonej rewolucji” 23 maja 1938 w wydaniu swojej gazety Social Justice. Członkami frontu byli głównie nowojorscy Amerykanie irlandzkiego pochodzenia. Sprzedawali oni Social Justice, organizowali bojkoty żydowskich przedsiębiorstw, parady i wiece. Nie dokonywali rozróżnienia między „czerwonymi” (komunistami) a Żydami. Na wiece organizowanych przez Front Chrześcijański zapraszano członków innych radykalnych organizacji, takich jak German-American Bund i Crusaders for Americanism. Podczas zgromadzeń mówcy potępiali Żydów jako międzynarodowych bankierów, podżegaczy wojennych i komunistów, przezywali prezydenta Roosevelta „Rosenveltem” oraz i wychwalali Franco i Hitlera. Wielkim zwolennikiem stowarzyszenia był m.in. Thomas Molloy, biskup diecezjalny Brooklynu. Jego diecezjalne czasopismo Tablet odniosło się kiedyś do zarzutu, że Front Chrześcijański jest antysemicki, słowami: „No i co z tego? Jakie prawo zostało naruszone?”
Front Chrześcijański atakował również związki zawodowe i próbował zastąpić ich kierowników, uważanych za zbyt radykalnych lub żydowskich, „chrześcijańskimi przywódcami”.
Front Chrześcijański uczestniczył w wiecu nazistów 20 lutego 1939 w Madison Square Garden, zorganizowanym przez German-American Bund. Według Jamesa Wechslera front był kluczowym elementem w realizacji przesłania Coughlina. Przez kilka miesięcy w 1939 Amerykanie żydowskiego pochodzenia byli nękani i atakowani na ulicach Nowego Jorku przez bandytów związanych z Frontem Chrześcijańskim. Zdarzały się tak brutalne incydenty jak pobicia czy dźgnięcia nożem. Nowojorska policja zinfiltrowała organizację, dzięki czemu udało się sformułować ponad sto aktów oskarżeń o napady przeciwko osobom powiązanym ze stowarzyszeniem.
We wrześniu 1939 redaktorzy magazynu Equality opublikowali 15-stronicowy list do kardynała Francisa Spellmana z Nowego Jorku, prosząc go o przedstawienie swojego stanowiska w sprawie działalności Frontu Chrześcijańskiego i ostrzegając, że może ona „zakończyć się gwałtownymi, krwawymi zamieszkami, jakich miasto nigdy wcześniej nie doświadczyło”. W liście napisano, że członkowie antysemickiego stowarzyszenia to w 90% katolicy, ostrzegając kardynała, że dalsze milczenie w tej sprawie będzie interpretowane jako przyzwolenie na działanie Frontu Chrześcijańskiego. Wśród osób, które list podpisały, byli m.in. Franz Boas, Bennett Cerf, Moss Hart, Lillian Hellman i Dorothy Parker. 
W listopadzie Brooklyn Church and Mission Federation, która reprezentowała prawie wszystkie protestanckie kongregacje w dzielnicy brooklińskiej, ostrzegła protestantów przed frontem, nazywając go „złym i niechrześcijańskim”. W październiku i wrześniu 1939 magazyn Look opisał antysemicką przemoc frontu, publikując też ilustrujące tekst zdjęcia. W grudniu 1939 nowojorska stacja radiowa WMCA ogłosiła, że nie będzie już nadawać cotygodniowych kazań Coughlina. Członkowie Frontu Chrześcijańskiego zaczęli więc organizować protesty w każdą niedzielę pod biurem stacji, biurami reklamodawców i żydowskimi firmami przez następne tygodnie.
Frakcja Frontu Chrześcijańskiego, która popierała współpracę z German-American Bundem oraz eskalację przemocy wobec Żydów i komunistów, rozpadła się w 1939. Odłamem tym kierował Joe McWilliams. Coughlin odmawiał przyjmowania darowizn od członków tej grupy.

### Śledztwo amerykańskiego rządu
Za namową prokuratora USA w Nowym Jorku Departament Sprawiedliwości zdecydował się rozpocząć śledztwo w sprawie działalności Frontu Chrześcijańskiego. 28 grudnia 1939 prokurator generalny Frank Murphy ogłosił, że ława przysięgłych w Waszyngtonie zapozna się z dowodami dotyczącymi zorganizowanego antysemityzmu i innych działań, które miały być podsycane przez zagranicznych agentów. Obiecał ścigać zaangażowane w taką działalność osoby wszelkimi możliwymi sposobami. W styczniu 1940 roku agenci federalni aresztowali 17 mężczyzn, oskarżając ich o spiskowanie w celu obalenia i zniszczenia siłą rządu Stanów Zjednoczonych oraz planowania kradzieży broni i amunicji.  Wszyscy aresztowani byli mieszkańcami Brooklynu, a większość z nich należała do Frontu Chrześcijańskiego. J. Edgar Hoover zasugerował, że w Bostonie i Filadelfii działali ich współpracownicy. Zestaw znalezionych broni obejmował starą szablę i karabin Springfield z 1873 roku. Coughlin odpowiedział na aresztowania oświadczeniem, w którym poparł front, nazywając go „proamerykańskim, prochrześcijańskim, antykomunistycznym i antynazistowskim” ruchem. Katolicki magazyn Commonweal wyraził współczucie dla aresztowanych, pisząc, że Coughlin, The Tablet i Social Justice byli odpowiedzialni za stworzenie tej grupy „zahipnotyzowanych mężczyzn”.
Aresztowani zostali postawieni przed sądem w Brooklynie 8 lutego 1940 pod zarzutem zmowy w celu wzniecenia buntu oraz kradzieży amunicji i mienia rządowego.
Jeden z urzędników państwowych przyznał nieoficjalnie, że front był tak naprawdę ścigany za antyamerykanizm. Zarzuty nie wspominały o antysemityzmie ani o Coughlinie. Oskarżonym okazywano sympatię w trakcie rozprawy, nie wydano też werdyktu. Rząd wycofał swoje zarzuty w 1941 roku, kiedy nowy prokurator generalny, Robert Jackson, nazwał zarzuty „trochę zmyślonymi”. Jeden z historyków opisał proces jako wyolbrzymienie niebezpieczeństwa, które było stwarzane przez „tę żałosną bandę”. Inny powiedział, że „proces pokazał, że członkowie frontu to grupa niezrównoważonych dziwaków i skutecznie zdyskredytował cały ruch”.
Według historyka ks. Charlesa R. Gallaghera odtajnione dokumenty FBI wyraźnie stwierdzały fakt, że członkowie brooklińskiego Frontu Chrześcijańskiego brali udział w ćwiczeniach wojskowych, przygotowywali różnego rodzaju ataki i byli w posiadaniu broni automatycznej, w tym karabinów maszynowych Browning. Po procesie w Nowym Jorku odbyły się demonstracje sympatyków ruchu.
W 1940 Francis Moran, który kierował bostońskim Frontem Chrześcijańskim, został zwerbowany jako agent przez niemieckiego konsula Herberta Scholza. Bostońskie biuro frontu, które mieściło się w hotelu Copley Square, zostało zamknięte w 1942 dzięki staraniom Frances Sweeney i MI6. Front Chrześcijański działał jednak potajemnie w Bostonie aż do 1945.